# Christian Müller (piłkarz)
Christian Müller (ur. 28 lutego 1984 r. w Berlinie) – niemiecki piłkarz występujący na pozycji napastnika.
W przeszłości występował w reprezentacji Niemiec U-21.